# Baptiste Antoine Gallet
Pour les articles homonymes, voir Gallet.
Baptiste Antoine Gallet, né le 23 juillet 1768 à Craponne (Haute-Loire), tué le 6 juillet 1809 à la bataille de Wagram (Autriche), est un militaire français de la Révolution et de l’Empire.

## États de service
Il entre en service le 6 mars 1786, comme fusilier dans le régiment de Lyonnais, et il achète son congé le 6 février 1787.
Le 17 octobre 1792, il est élu par ses concitoyens, capitaine au 2e bataillon de volontaires de la Haute-Loire, et il participe aux campagnes de 1792 à l’an VI aux armées des Alpes, d’Italie et d’Helvétie. Il est blessé d’un coup de feu le 23 novembre 1795, à la bataille de Loano, et il est de nouveau blessé le 13 avril 1796, lors de la prise du château de Cossaria. Le 3 août 1796, à l’affaire de Salo, à la tête de sa compagnie, il fait taire le feu de l’artillerie ennemie et facilite ainsi les moyens de s’en emparer. 
En 1798, il est désigné pour faire partie de la campagne d'Égypte, et lors du siège d'El Arish en février 1799, il reçoit un coup de feu et un autre devant Saint-Jean-d’Acre. Il est nommé chef de bataillon provisoire le 17 août 1799, et le 24 décembre 1800, il est chargé du commandement du fort de Bab-el-Nass. 
De retour en France en octobre 1801, et il est confirmé dans son grade par arrêté du premier Consul le 6 avril 1803. Le 22 décembre 1803, il reçoit son brevet de major du 50e régiment d’infanterie de ligne qu’il va retrouver à l’armée de Batavie, et il est fait chevalier de la Légion d’honneur le 25 mars 1804.
Employé au camp de Montreuil, il fait les campagnes de 1805 à 1807, en Autriche, en  Prusse et de Pologne, au sein du 1er corps d’observation de la Grande Armée. Il est promu colonel du 9e régiment d’infanterie le 27 mars 1808, et c’est à la tête de son unité qu’il fait la campagne d’Allemagne en 1809. Il trouve une mort glorieuse le 6 juillet 1809, à la bataille de Wagram. 

## Sources
- A. Lievyns, Jean Maurice Verdot, Pierre Bégat, Fastes de la Légion-d'honneur, biographie de tous les décorés accompagnée de l'histoire législative et réglementaire de l'ordre, Tome 4, Bureau de l’administration, 1844, 640 p. (lire en ligne), p. 352.
- Léon Hennet, Etat militaire de France pour l’année 1793, Siège de la société, Paris, 1903, p. 148.
- Albert Lumbroso, Revue Napoléonienne, Volume 5, 1904, p. 65.
- Alain Pigeard, L'Armée Napoléonienne, 1804-1815, Editions Curandéra, 1993, p. 864.
- Danielle Quintin et Bernard Quintin, Dictionnaires des colonels de Napoléon, S.P.M., 2013, 978 p. (ISBN 978-2-296-53887-0, présentation en ligne)